# 1296

## أحداث
- بداية حرب الاستقلال الاسكتلندية الأولى في 1296 والتي انتهت في 1328.
- 27 أبريل - معركة دنبار - هزيمة الاسكتلنديين من قبل قوات إدوارد الأول ملك إنجلترا

## مواليد
- يانغ الأعمى

## وفيات
- * ياقوت المستعصمي - خطّاط شهير وكاتب وأديب من بغداد.